# Louis jacques Mazo
Louis jacques Mazo est un homme politique camerounais, c'est l'unique délégué du gouvernement qu'a connu la ville de Kribi.

## Biographie

### Carrière
Louis jacques Mazo arrive à la tête de la communauté urbaine de Kribi en 2015. Malgré la baisse du budget de la communauté urbaine de Kribi il maintient le cap en 2017, avec les populations de Kribi, Louis jacques Mazo représentant du comité centrale du RDPC remercie le chef de l'État Paul Biya. La maladie laisse libre cours aux spéculations quant à sa succession à la tête de la communauté urbaine de Kribi.
En 2019, il signe un accord avec le port autonome de Kribi.

### Vie politique
En mars 2020, il cède sa place au tout premier maire de la ville de Kribi Guy Emmanuel Sabikanda qui a été son conseiller pendant une dizaine d'années.